# RMB-93泵動式霰彈槍
RMB-93（俄语：РМБ-93）是一款由前苏联位於圖拉的武器研究局運動及狩獵武器中央設計研究局（TsKIB SOO）所研製、現由俄罗斯武器製造商KBP儀器設計廠所生產的泵动式霰彈槍，發射23⁄4英吋或3英吋12鉛徑霰彈。

## 設計細節
RMB-93是一種以山貓型霰彈槍之中，以Rys-K作為整個系列霰彈槍的衍生型。RMB-93被視為是一種特種部隊和執法單位面對近身距離作戰的情況時的最佳打擊武器。
RMB-93的操作系統採用一種本身和一般泵动式霰彈槍相反的拉動式護木設計，稱為“顛倒式”。這種類似的概念還有南非的NS2000和土耳其的UTS-15兩種泵动式霰彈槍（兩種都是根據此系統大規模生產的霰彈槍）。其管式彈倉就設在槍管上方，裝填口平時有一個鉸鏈連接了防塵蓋封閉，因此裝填霰彈藥筒時和一般泵动式霰彈槍相反，要傾斜地向上利用頂部裝填口推開防塵蓋方可將霰彈藥筒裝入管式彈倉。
全槍亦採用固定式膛室表面和可前後滑動式槍管，操作時會移動和槍管相關的部件。由於採用了可前後滑動式槍管設計，因此取消了一般霰彈槍的機匣部件，間接使得其總重量比相同長度的一般泵动式霰彈槍要輕得多。
當把RMB-93上膛的時候，用戶需先把護木向前推動，一發霰彈藥筒會先從上方的管式彈倉內向後移動，然後向後拉動護木以便霰彈藥筒推入膛室內。這種設計與一般泵动式霰彈槍的操作方式完全相反，而類似它的還有同為俄羅斯製造的GM-94榴彈發射器。在發而射後彈殼亦會像FN F2000般向下拋掉，這是因為射擊後下一發霰彈藥筒推離管式彈倉時，上一發霰彈彈殼會在向前推動護木的期間由固定的抽殼鈎留在原位，直到離開槍管後按照引力和彈殼的重量，從向下的拋殼口拋到地面。

## 優勢及劣勢
RMB-93“Rys-K”在設計上的優勢包括：射擊操作系統使得雙手都能夠有效率地利用全槍、管式彈倉設在槍管上方使得其质心能夠降低和降低槍口上揚、後座力等問題，全槍長度亦可以縮短以便攜帶。但其設計上的數個方面的劣勢也十分明顯，包括：連著手槍握把的金属製摺疊槍托會在折疊的時候把管式彈倉的頂部裝填口封鎖（SPAS-12的摺疊槍托卻不會有這種問題）、RMB-93不利於在伸展或拆除槍托後裝填霰彈藥筒（尤其是正在使用戰術型折疊槍托時），以及長而僵硬的扳機行程會損害其精度。

## 衍生型及商業上可用性
RMB-93“Rys-K”亦有面向加拿大、俄罗斯和意大利市場的商業民用型，並有可能已出口到其他國家。目前民用型主要分佈在俄羅斯和加拿大，這些RMB-93提供可拆式槍托，防止它在槍托沒有伸展下射擊。這種設計亦是為了遵守當地民用槍械法律和規章中對武器長度的最低法定。
此外，KBP亦按照民用市場分配而生產了幾種屬於“Rys”系列的各種霰彈槍。RMB-93“Rys-K”在生產時本身已經過磷化處理以防止盐腐蚀（適用於海洋等的环境）。而RMO-93“Rys”就是RMB-93“Rys-K”的一個純粹的運動射擊用衍生型，主要的特點是木製槍托連為了方便握緊而留下的大孔和木製或聚合物製可前後滑動式護木。亦有一種非常相似的衍生型“Rys-OT”，採用加長槍管、木製槍托連為了方便握緊而留下的大孔和木製或聚合物製可前後滑動式護木。而作為RMB-93“Rys-K”的衍生型之一的RMF-96“ Rys-F ”型霰彈槍卻沒有採用加長槍管，只是裝上一種比較長的槍托。

## 使用國
| 國家     | 組織名稱                                   | 型號 | 數量 | 日期 |
| -------- | ------------------------------------------ | ---- | ---- | ---- |
| 白俄羅斯 | 白俄羅斯共和國國家安全委員會阿爾法小組     | _    | _    | _    |
| 俄羅斯   | 自2006年3月1日開始，被私人保安公司所採用。 | _    | _    | _    |

## 流行文化

### 电子游戏
- 2005年—
- 2010年—《海豹突击队：烽火战歌3》：命名為「RMB-93」。
- 2012年—：命名為「RMB-93」，以44發彈匣供彈，可以使用固定式槍托、Kobra紅點鏡。
- 2013年—《縱橫諜海：黑名單》：裝上執法機關型槍托和緩衝底板，命名為“RMB-93”，以8發彈倉供彈。

## 圖集

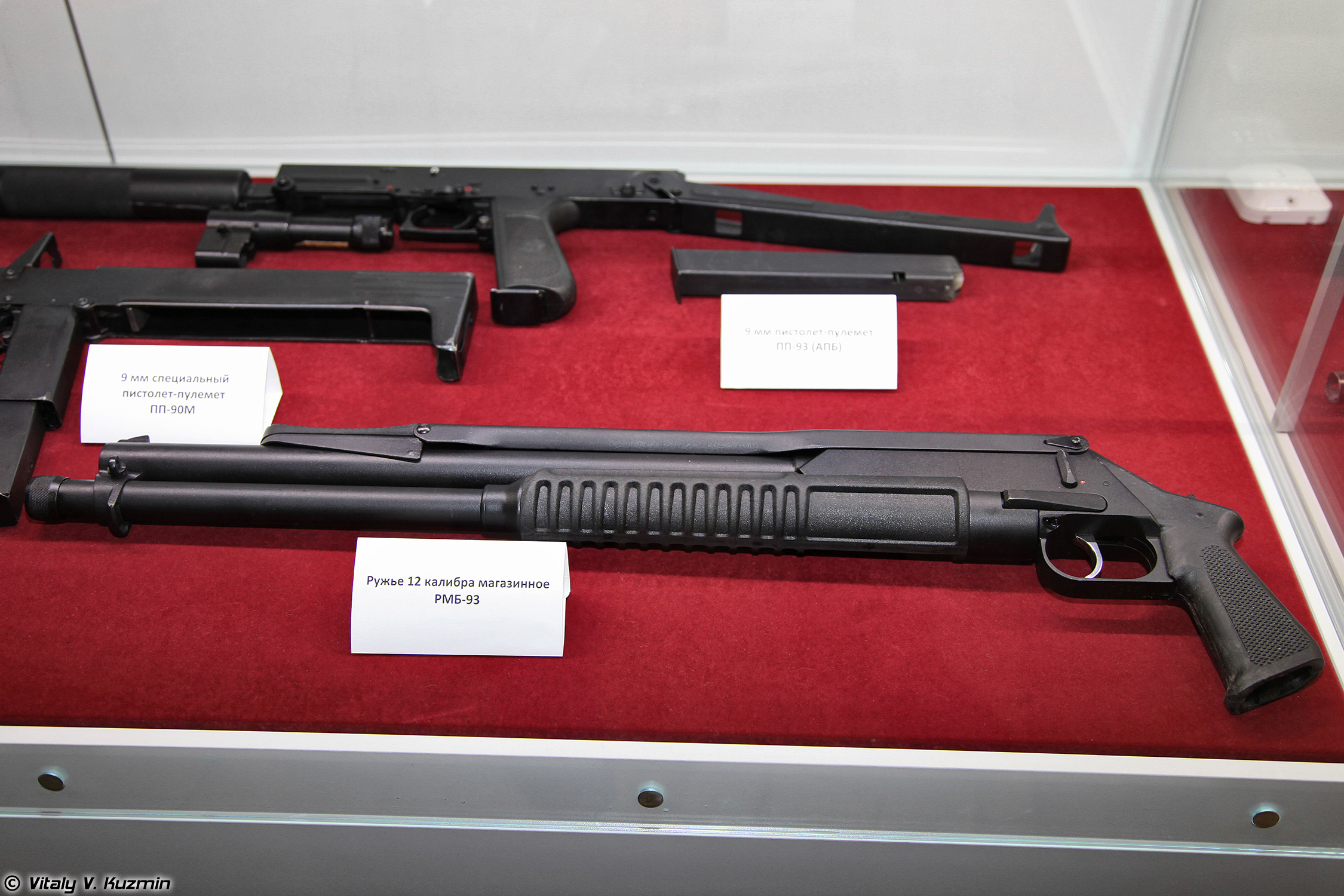
在圖拉國家武器博物館上展出的RMB-93霰彈槍
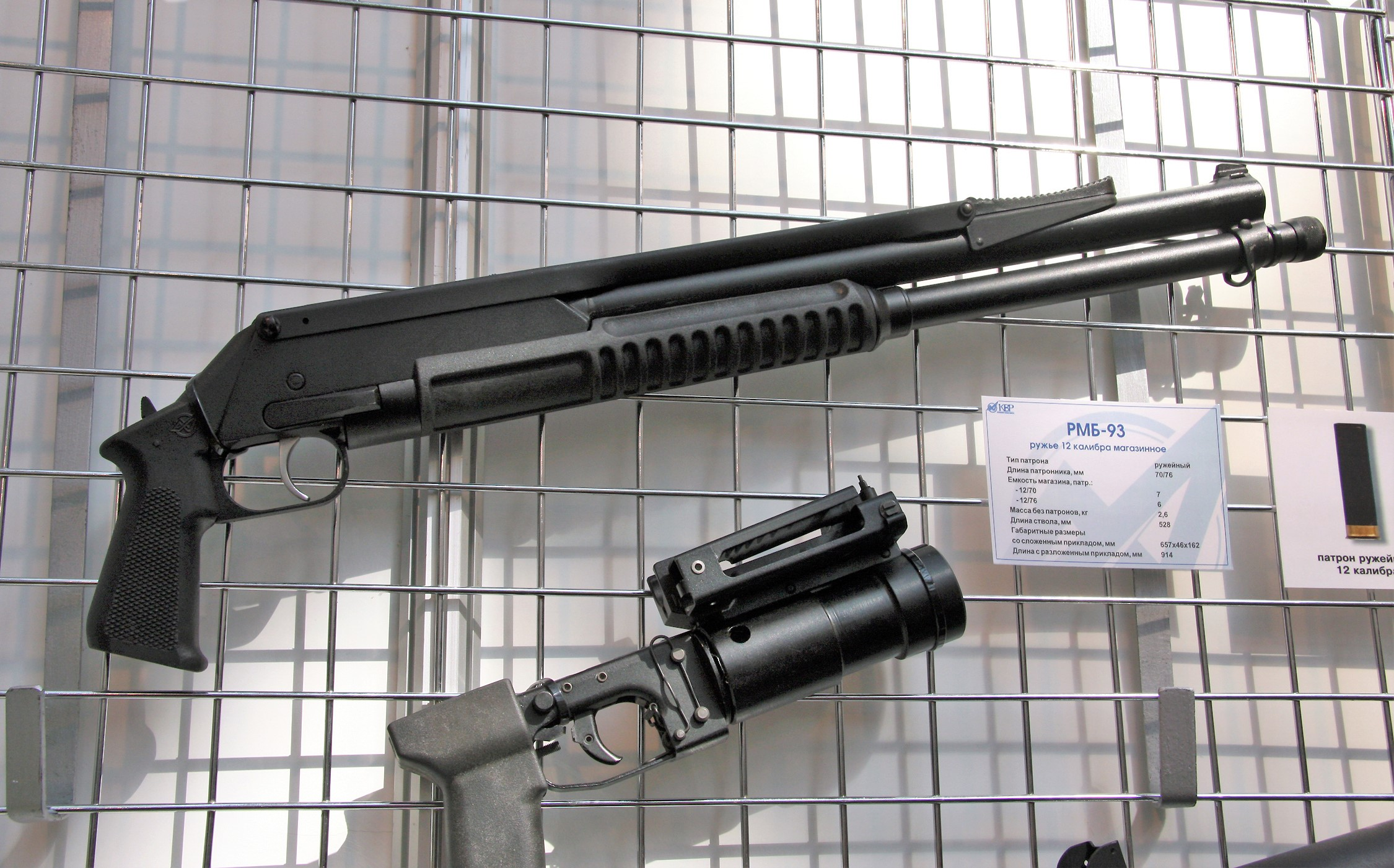
2008年IDELF展覽上的RMB-93霰彈槍展出槍
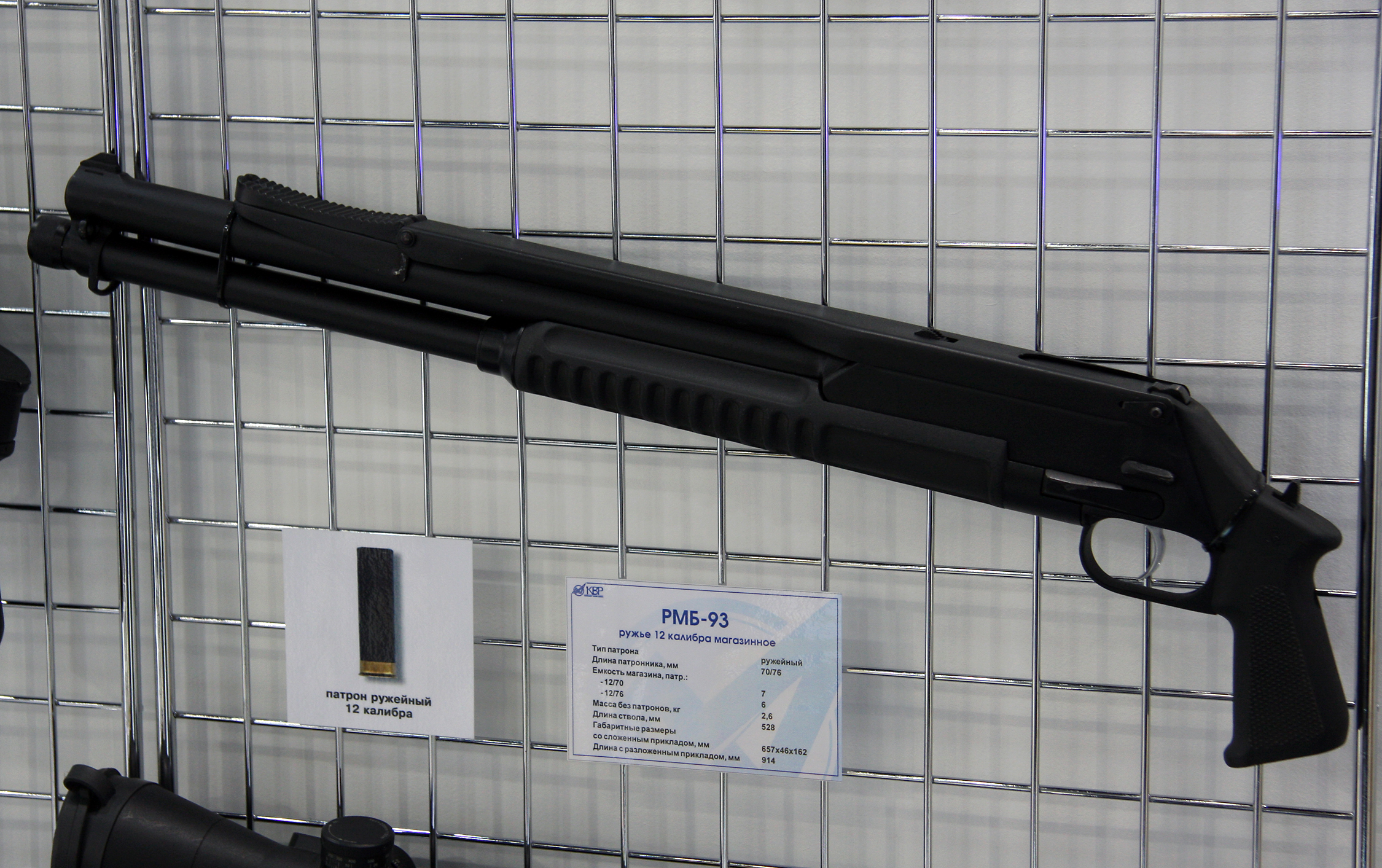
2009年莫斯科国际航空航天展览会上展出的RMB-93霰彈槍展出槍
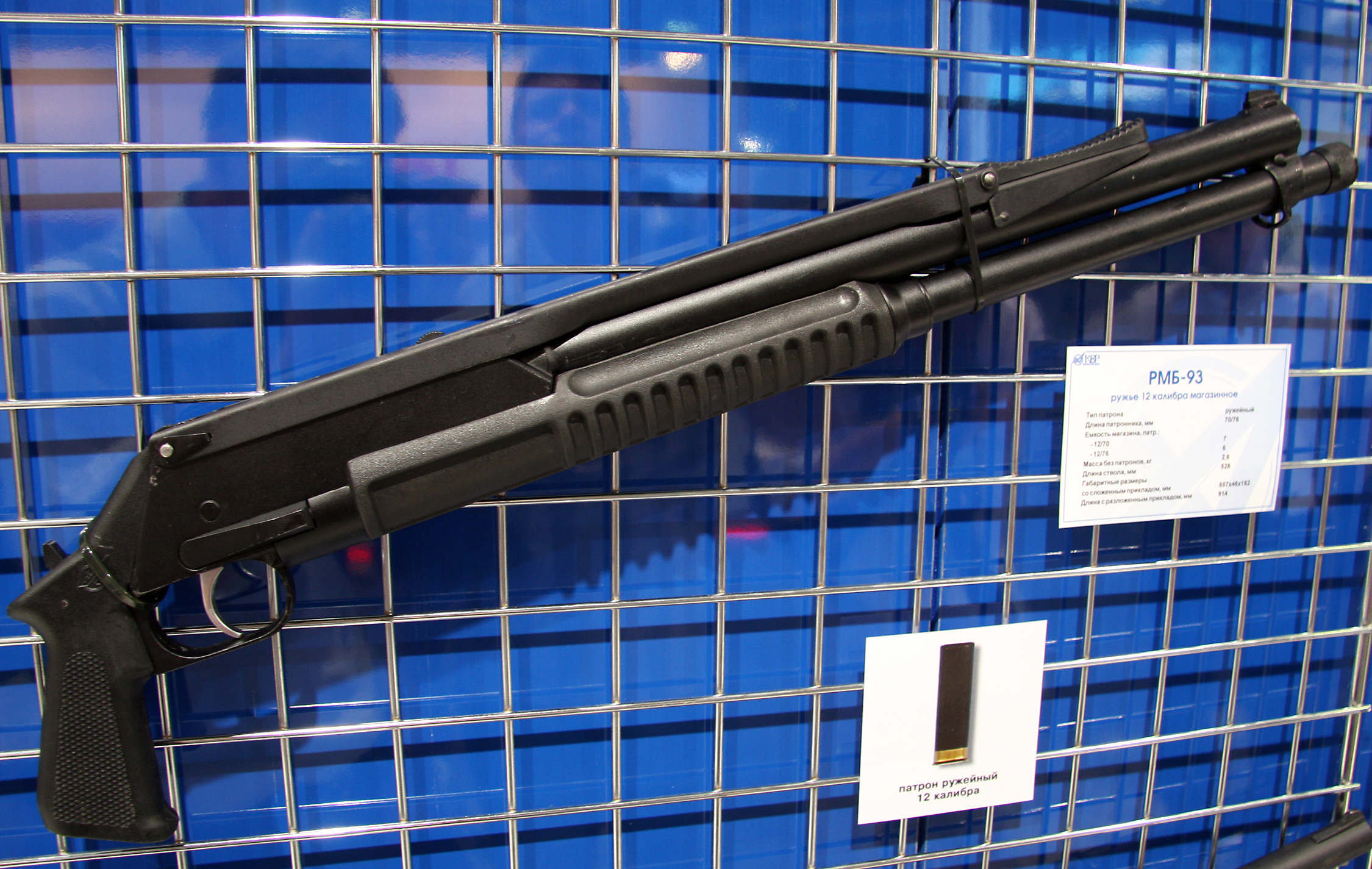
2010年工程技術國際論壇上的RMB-93霰彈槍展出槍
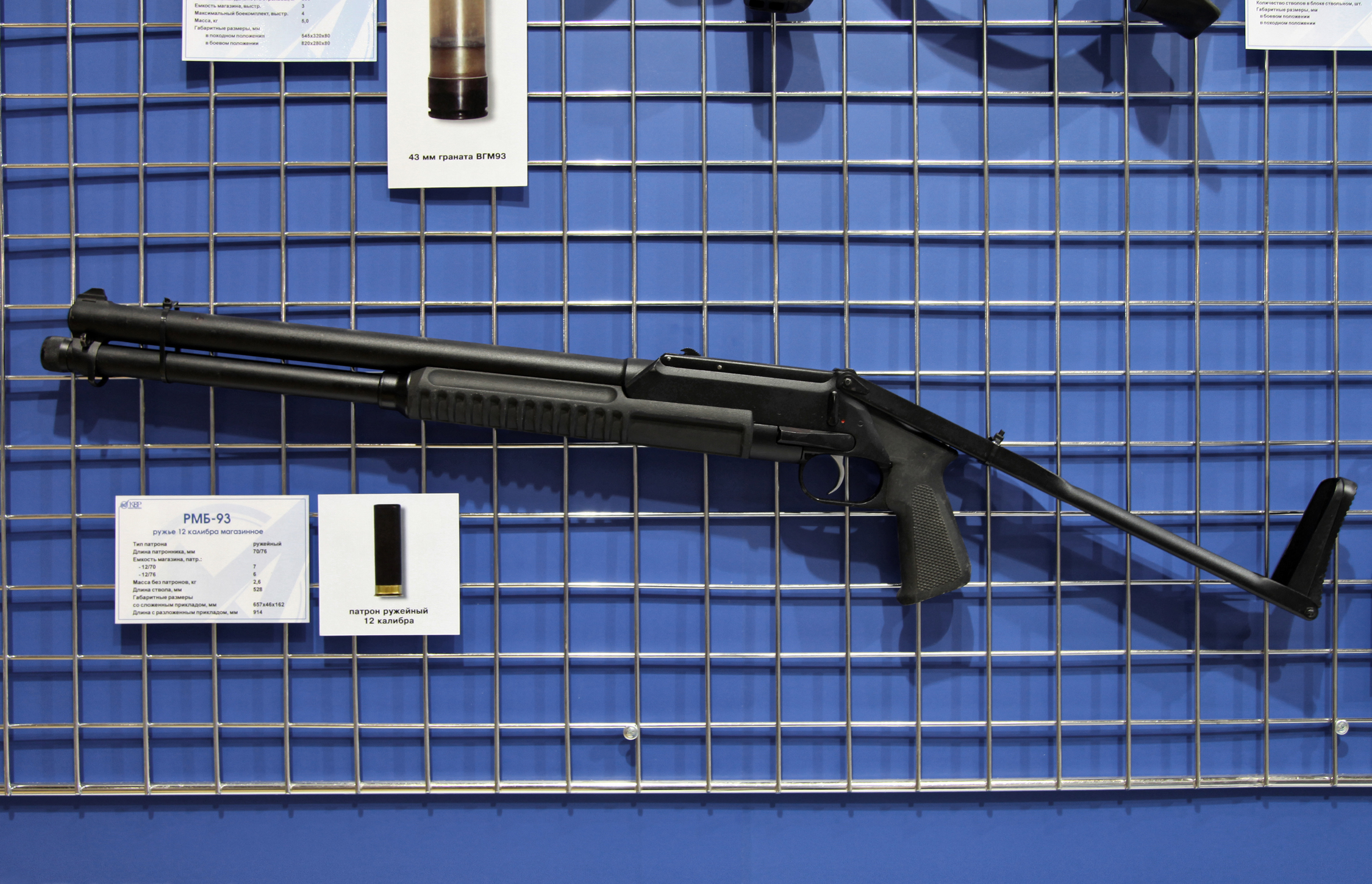
2012年俄羅斯國際軍警安防設備展（Interpolitex 2012）上展出的RMB-93霰彈槍展出槍

## 資料來源
1. ↑  .   [2014-10-24]. （原始内容存档于2013-06-17）.
2. ↑  "3. Установить, что огнестрельное оружие, приобретенное в соответствии с законодательством Российской Федерации негосударственными (частными) охранными предприятиями до вступления в силу настоящего постановления и не включенное в перечень видов вооружения охранников, утвержденный постановлением Правительства Российской Федерации от 14 августа 1992 г. N 587 (с изменениями, внесенными настоящим постановлением), может находиться на вооружении охранников до 1 марта 2006 г."
2005年4月4日俄羅斯聯邦政府第179號決議案（Постановление Правительства РФ № 179 от 4 апреля 2005）

## 外部連結
- （俄文）—KBP官方網站（页面存档备份，存于）
- （英文）—"Rys" 12-Gauge Hunting and Sporting Shotguns
- （英文）—Enemy Forces—RMB-93 Smoothbore Shotgun（页面存档备份，存于）
- （英文）—Nazarian's Gun Recognition Guide: RMB-93[永久]
- （英文）—Modern Firearms—RMB-93 combat shotgun / RMO-93 'Rys' ('Lynx')（页面存档备份，存于）
- （简体中文）—槍炮世界—RMB-93霰弹枪（页面存档备份，存于）